# 雅克·塔爾迪
雅克·塔爾迪（Jacques Tardi，1946年8月30日—）是一名法國漫畫家，經常簡稱為Tardi。他從1969年起開始創作漫畫，而且他還多次獲獎。政治上他支持巴勒斯坦，反對以色列。雅克·塔爾迪於1983年結婚，共有4個孩子。